# Saussurea faminziana
Saussurea faminziana là một loài thực vật có hoa trong họ Cúc. Loài này được Krasn. miêu tả khoa học đầu tiên.